# تلمبه شماره ۲ دادگاه انقلاب
تلمبه شماره ۲ دادگاه انقلاب یک منطقهٔ مسکونی در ایران است که در دهستان تکاب (کرمان) واقع شده‌است.